# Captain & Tennille
Captain & Tennille var en amerikansk musikgrupp som var som allra mest framgångsrik under det sena 1970-talet. Gruppen, som bestod av det gifta paret Daryl "Captain" Dragon och Toni Tennille, hade en stor hitlåt 1975 med Love Will Keep Us Together, en nyinspelning av en Neil Sedaka-låt från 1973. Captain & Tennilles version av Love Will Keep Us Together var den bäst säljande låten i USA 1975.